# Scurtcircuit (film din 2018)
Scurtcircuit (în engleză Fault Condition) este un film dramatic românesc lansat în anul 2018, regizat și produs de Cătălin Saizescu. Rolurile principale au fost interpretate de Maruca Băiașu, Manuel Nicolae, Oana Ștefănescu, Magda Catone, Georgiana Saizescu, Constantin Florescu, Nicodim Ungureanu, Paula Chirilă, Adrian Hostiuc, Valentin Popescu, Iulian Enache, Adrian Văncică, cu participarea lui Dorel Vișan, Maia Morgenstern, Ionel Mihailescu, Doru Ana și Claudiu Bleonț. Este o adaptare a evenimentelor incendiului produs la Maternitatea Giulești din Capitală în data de 16 august 2010.
Conform lui Saizescu, dorința de a realiza acest film a venit după ce regizorul a simțit că este nevoie urgentă de schimbări majore în mentalitatea și în sistemul românesc. Bugetul de 200.000 de euro al filmului a fost obținut cu dificultate, iar mulți actori din distribuție au renunțat la plată, în semn de respect pentru film și pentru mesajul acestuia. Filmările s-au desfășurat, în mare parte, la fostul spital Caritas din București, aflat din anul 2011 în proces de dezafectare. Pelicula a fost finanțată de Nerv Film, casa de producție a regizorului Saizescu, fonduri venind și de la Centrul Național al Cinematografiei, diferite societăți comerciale, dar și de la persoane private. Distribuitorul filmului este Cinemagix ID, iar încasările vor fi donate pentru dotarea cu incubatoare a spitalelor de copii. Filmul este dedicat victimelor acestei tragedii, victimelor de la incendiul ce a avut loc în clubul Colectiv (acolo unde au murit și câțiva dintre realizatorii acestui film) și tatălui regizorului, Geo Saizescu, victimă al aceluiași sistem.
Înainte de lansarea din România de pe 23 decembrie 2018, Scurtcircuit a avut premiera la ediția a 20-a a Festivalului Internațional de Film de la Shanghai, care s-a defășurat între 17 și 26 iunie 2017. Într-un juriu în care a prezidat regizorul român Cristian Mungiu, filmul a fost desemnat câștigător la subcategoria Cea mai bună contribuție artistică din cadrul categoriei Pocalul de Aur.

## Sinopsis
Povestea filmului este redată în paralel, fiind prezentate evenimentele anterioare și ulterioare incendiului.
Anterior
La Maternitatea Giulești din Capitală, într-un salon din cadrul Secției de Neonatologie, electricianul spitalului repară aparatul de aer condiționat. 
Melania, o elevă în vârstă de 15 ani, dintr-o familie modestă, cu un tată fără serviciu, de la un liceu din Capitală, și colegul ei, Emi, petrec o noapte romantică cu ocazia zilei de naștere a fetei. Într-o zi, Melania leșină în timp ce se afla la școală, dar își revine după câteva minute. Ulterior, se află că fata este însărcinată în luna a cincea. Luminița, mama Melaniei, femeie de serviciu la Liceu și mama lui Emi, profesoară în cadrul Liceului, discută despre ce vor face în continuare. Luminița sugerează un test de paternitate pentru Emi, de vreme ce, spune ea, Emi este singurul băiat cu care Melania a petrecut mai mult timp în ultima vreme, dar mama lui Emi refuză categoric acest lucru și sugerează ca Melania să renunțe la școală și să rămână acasă până se va naște copilul, de vreme ce scandalul izbucnit va face ca ele două să își piardă slujbele. Părinții Melaniei locuiesc cu chirie, într-o garsonieră veche, iar dacă ambii părinți vor rămâne fără slujbă, aceștia vor fi evacuați. După ce copilul se va fi născut, Melania se va putea întoarce la școală să își termine studiile. Lui Emi i se va spune că Melania a fost diagnosticată cu hepatită și că a decis să se mute undeva la țară, la bunicii ei. 
Cornel și Raluca Pandele, o familie de spanioli de origine română, vin în România pentru a adopta un copil și pentru a-l crește în Spania. La început, directorul Oficiului de Adopție, văzând că familia este pretențioasă și chiar rasistă în alegerea copilului, este reticent în a colabora cu aceștia și le spune că nu au dreptul să adopte în mod legal un copil în România. Dar, la sugestia bărbatului ca directorul să primească mită, acesta le menționează un tertip prin care ei pot deveni părinți adoptivi și le conferă un cadru legal pentru cumpărarea unui bebeluș. Directorul îi pune în legătură cu părinții Melaniei. Cu o reținere din partea Melaniei, familia Pandele propune o sumă pentru cumpărarea bebelușului, iar familia fetei o acceptă.
Înapoi la spital, asistenta Mihaela Suveică iese din salonul cu bebeluși pentru a merge la un grup sanitar, lăsând camera goală, de vreme ce ea se afla singură de gardă în acel moment. În plânsetele bebelușilor, o scânteie se aprinde la aparatul de aer condiționat. Pe drumul de întoarcere, Mihaela se întâlnește cu o asistentă, de la un alt salon cu bebeluși, care plânge și se oferă să o ajute. Mihaela nu mai apucă să se întoarcă în salonul ei. 
Ulterior
Scânteia de la aparatul de aer condiționat din cameră face ca salonul să fie cuprins de flăcări, iar prima persoană care simte miros de fum este o asistentă din spital. Aceasta ajunge în fața ușii salonului. Din păcate, ușa este încuiată cu cod și nu poate fi deschisă. Asistenta începe să țipe după ajutor, iar după câteva momente, explozia se produce. Asistentele și mămicile se grăbesc spre locul de unde s-a auzit explozia. Mămicile încep să țipe și să plângă, iar una dintre asistente se duce la un medic pentru a cere ajutor. Medicul ajunge, iar în acest moment, este inițiat primul apel către Salvare. Ulterior, sunt sunați și anunțați doctori și medici din întregul spital. 
Pompierii își fac apariția și, în țipetele disperate ale mămicilor, dărâmă ușa salonului. Incubatoarele sunt deschise cu dificultate din cauza căldurii excesive, iar pompierii sunt nevoiți să manevreze cu grijă copilașii, deoarece deconectarea de la aparate înseamnă moarte directă, de vreme ce aceștia nu au plămânii suficient dezvoltați pentru a respira pe baza propriilor forțe. Pompierii renunță la măștile cu oxigen pentru a le pune pe fața bebelușilor și încep să îi evacueze din spital, pentru a fi transferați către spitalele de Arși.
Mihaela este scoasă de pompieri în afara spitalului, în înjurăturile violente ale mămicilor. Acasă, izbucnește în plâns și se învinovățește pentru moartea bebelușilor. Pe parcurs, părinții copiilor decedați sunt chemați la spital și sunt anunțați despre tragedie. În urma arsurilor care au cauzat desfigurări complete și distrugerea etichetelor de pe mâini, se produc confuzii în legătură cu identitatea copiilor. Unii părinți trec de la agonie la extaz după ce le este spus că bebelușii lor s-ar putea afla încă în viață. În schimb, alții încearcă să se resemneze cu tragedia și doresc să își înmormânteze creștinește copiii, dar sunt refuzați de preoți deoarece bebelușii nu au fost încă botezați.
O anchetă demarată îi aduce în fața procurorilor pe: Mihaela, care își cere scuze pentru că a ieșit din salon pentru a folosi grupul sanitar; pe electricianul spitalului, care le spune acestora că a anunțat de mult timp că aparatul de aer condiționat este vechi, dar a primit răspuns că nu există fonduri suficiente pentru reparații; pe directorul spitalului, care consideră că sistemul medical corupt din România este adevăratul autor al acestei tragedii; și pe directorul tehnic al spitalului, care afirmă că avea la cunoștință faptul că ultima revizie a aparatului de aer condiționat avusese loc cu 11 ani în urmă, dar și că asistenta Mihaela asigura singură tura de 12 ore de mai bine de cinci ani. Directorul tehnic mai menționează și că, în urmă transferului de atribuții dintre Ministerul Sănătății, prin Primăria Capitalei, și Primăria Sectorului 6, modernizarea spitalului, proiectată în anul 2004, nu a mai avut loc.
Melania este prezentă în fața spitalului pentru a afla vești despre copilul ei și își sună mama pentru a-i povesti evenimentele de la fața locului. Ea află ulterior că bebelușul ei, o fetiță, a murit. Mama lui Emi vine acasă de la serviciu în ziua tragediei și hotărăște să îl anunțe pe fiul ei despre ce s-a întâmplat cu adevărat cu Melania. În acele momente, băiatul este sunat de un coleg pentru a-i spune că Melania a apărut la televizor și că se află în fața spitalului din Giulești. Cumulat cu cele spuse de către mama sa, Emi devine extrem de nervos, crezând că totul este o glumă, și dorește să afle adevărul. În ciuda insistențelor mamei sale de a o lăsa pe fată în pace, băiatul hotărăște să meargă la spital pentru a afla mai multe despre ce s-a întâmplat cu Melania în tot acest timp. Acolo, el află adevărul și, când mama sa ajunge în curtea spitalului, o ia și o duce pe Melania la un prieten de-al său, pe nume Achi. Mama lui Emi se întâlnește cu familia Pandele, care o anunță că nu mai dorește copilul și că vrea banii înapoi. Mama lui Emi le spune că acest lucru nu este posibil, moment în care Cornel Pandele se enervează. Ulterior, familia decide să caute în altă parte. 
O echipă de medici din Israel vine la București pentru a analiza situația și dorește să îi transfere pe bebeluși în țara lor. În urma unei discuții cu medicii români, se constată că această soluție nu este viabilă. 
Melania și Emi înnoptează la Achi. A doua zi, tatăl lui Achi o vede pe Melania pe acoperișul blocului, încercând să se sinucidă. Tatăl îi cheamă pe băieți și urcă într-acolo. Văzând că nu poate ajunge la un consens, Emi i se alătură fetei, spunându-i că, dacă ea se va arunca, același lucru îl va face și el, de vreme ce copilul era al amândurora. În acest moment, filmul se încheie.
Note adiționale
Conform textului de la final, cinci bebeluși au rămas cu arsuri grave, iar șase au murit în urma tragediei. Sentința definitivă a Curții de Apel București a fost:
- Asistenta Florentina Cîrstea a fost condamnată la doi ani și două luni de închisoare cu executare pentru că a lipsit 4 minute din salon
- Directorul spitalului, Bogdan Marinescu, a fost condamnat la șase luni de închisoare cu suspendare cu un termen de încercare de doi ani și șase luni
- Electricianul Gigel Oprea a fost condamnat la un an de închisoare cu suspendare
- Despăgubiri în valoare totală de 4,3 milioane de euro

## Distribuție
- Grațiela Florentina Popa — asistenta școlii
- Maria Gârbovan — profesoară
- Vlad Pop — pompier 5
- Mihai Mitițescu — reporter tv 3
- Dragoș Dumitru — pompier 2
- Bogdan Talașman — tatăl unui copil mort
- Matei Saizescu — copilul Mihaelei Suveică
- Doinița Ghițescu — liftier spital
- Georgiana Saizescu — asistenta Mihaela Suveică
- Emanuel Bighe — doctor Interne
- Iulian Enache — doctorul Marcel
- Andrei Ciopec — șofer
- Laurențiu Alexandru Drăgan — pompier 1
- Anca Pop — avocat
- Andras Demeter — tatăl copilului mort
- Liviu Cheloiu — soțul Mihaelei Suveică
- Bogdan Amorăriței — reporter tv 6
- Cristina Curelea — asistenttă
- Julieana Drăghici — mama unui copil mort
- Razvan Oprea — anchetator 1
- Raluca Alexandra Vermeșan — doctor rezident
- Oana Ștefănescu — mama lui Emi
- Adriana Guluțanu — asistenta 1
- Avi Saizescu — bunica gemenilor
- Bianca Hadeș — reporter tv 5
- Mihai Leonte — cameraman 1
- Constantin Florescu — șef Pompieri
- Gabriel Spahiu — tatăl lui Achi
- Marius Costăchescu — angajat SMURD 2
- Mirela Zaharia — vecina Mihaelei Suveică
- Bashar Al Kishawi — șef SMURD
- Cristian Valentin — polițist 3
- Mircea Drîmbăreanu — tatăl gemenilor
- Ruxandra Porojnicu — asistenta 2
- Adrian Eremia — cameraman 2
- Laurențiu Mare — angajat SMURD 3
- Ioana Vicol — doctor din Israel 3
- Victor Vurtejanu — șef Neonotologie
- Claudiu Bleonț — doctor din Israel 2
- Silviu Biriș — anestezist
- Cătălina Ștefan — reporter tv 7
- Claudiu Maier — tatăl unui copil prematur
- Camellia Paraschivescu — asistentă
- Ilinca Hărnuț — doctor din Israel 5
- Georgiana Nicoleta Stanciu — chirurg
- Carmen Ioana Popescu — mamă disperată
- Doru Ana — preot cimitir
- Dana Vulc — Lia, mama gemenilor prematuri
- Dalia Pușcă — reporter tv 2
- Vasile Calofir — finul Mihaelei Suveică
- Petrică Dima — polițist 2
- Ramona Olteanu — reporter tv 1
- Maria Elena Manu Teodorescu — colega Melaniei 2
- Magda Catone — mama Melaniei
- Maruca Băiașu — Melania
- Adrian Hostiuc — director Adopții
- Nicodim Ungureanu — Cornel Pandele
- Gabriela Valentir — mama copilului mort
- Manuel Nicolae — Emi
- Dorel Vișan — director spital
- Răzvan Calotescu — angajat SMURD 1
- Damian Oancea — doctor Urgență
- Maia Morgenstern — doctor din Israel 1
- Paula Chirilă — Raluca Pandele
- Adrian Văncică — electrician spital
- Mariana Dănescu — soție șef Pompieri
- Liliana Pană — doctor 1
- Cabiria Morgenstern — colega Melaniei 1
- Ionel Mihăilescu — preotul spitalului
- Ada Navrot — doctor 2
- Richard Bovnoczki — psiholog
- Elena Voineag — mama unui copil prematur
- Nicolae Poghirc — doctor
- Marius Rizea — ministrul Sănătății
- Nicolae Răzvan Răduță — anchetator 2
- Claudiu Cristian Jicman — pompier 3
- Tafta Lucian — polițist 4
- Vlad Andrei Furtună — Achi
- Paul Talasman — bunicul copilului mort
- Edgar Alexandru Nistor — tatăl doctorului
- Ioan Brancu — director tehnic spital
- Răzvan Mateescu — pompier 4
- George Paraschivescu — bodyguard spital
- Maria Saizescu — copilul pompierului
- Raluca Straia — reporter tv 4
- Danielle Elise Fischer — doctor din Israel 4
- Alex Ivan — cameraman 3
- Gabriela Șoltuz — asistentă chirurgie
- Puiu Mircea Lăscuș — polițist 1